# Conseil culturel de Jakarta
Le Conseil Culturel de Jakarta ou, en indonésien, Dewan Kesenian Jakarta est une organisation qui soutient les activités et le développement culturel dans la province de Jakarta.  Fondée[Quand ?] par des personnalités culturelles, notamment Mochtar Lubis et Taufiq Ismail, son statut fut modifié, le 17 juin 1969 par une décision d'Ali Sadikin, alors gouverneur de Jakarta.

## Fonctionnement
Initialement, les membres du Conseil furent nommés par l'Académie de Jakarta, puis suivant une procédure d'élection plus ouverte menée par un jury composé d'experts et d'observateurs, et non plus par les seuls membres de l’Akademi Jakarta. Les mandats de direction sont de trois ans. Cette institution est un partenaire de travail du Gouverneur de DKI, en participant notamment à l'élaboration des programmes artistiques annuels. Le conseil compte 25 membres répartis en six comité : cinéma, musique, littérature, beaux-arts, danse et théâtre.
Le Conseil Culturel de Jakarta organise également un concours d'écriture de roman intitulé Sayembara Novel Dewan Kesenian Jakarta.